# Dabiq (revista)
Dabiq (en árabe: دابق‎) fue una revista en línea utilizada por la banda terrorista Estado Islámico (EI, EIIL, ISIS o Daesh) para la propaganda y el reclutamiento. Fue publicada por primera vez en julio de 2014 en un número de diferentes idiomas, incluyendo inglés. La revista Dabiq afirma que tiene como propósitos la unidad (tawhid), la búsqueda de la verdad (manhaj)), la migración (hégira), la guerra santa (yihad) y la comunidad (jamaa'ah), se dejó de publicar en el año 2016.
Harleen K. Gambhir ―del Instituto para el Estudio de la Guerra― considera que la revista Dabiq está basada en la revista Inspire de la banda terrorista Al-Qaeda en la Península arábiga, aunque se diferencia en que Inspire se centra en alentar a sus lectores a llevar a cabo ataques terroristas del tipo lobo solitario contra musulmanes chiitas y personas occidentales no musulmanas; en cambio, Dabiq está más preocupada por establecer la legitimidad religiosa del Estado Islámico y su autoproclamado califato, y alentando a los musulmanes sunitas a emigrar allí.

## Detalles
Se encuentra con una frase de Abu Musab al Zarqaui, muerto en 2006, fundador de Al Qaeda en Irak:

La chispa se ha encendido aquí en Irak, y su calor continuará intensificándose ―con permiso de Alá― hasta que se quemen los ejércitos cruzados en Dabiq.

La palabra Dabiq, además de ser el nombre de la revista, se menciona en los hadices (dichos del profeta Mahoma) como el equivalente bíblico del Apocalipsis o el Armagedón, ya que es el lugar donde los ejércitos musulmanes y cristianos se enfrentarán en su última batalla.
El interior de la revista tiene una maquetación muy bien cuidada, además de unos textos en perfecto inglés. Como se ve a continuación, se encuentra con páginas donde la combinación de colores y los degradados de fondo quedan perfectamente encajados. La revista está bien elaborada e iguala a muchas revistas de prestigio internacional.
Los artículos están bien escritos y pulidos y se compaginan perfectamente con sus fotografías y eventos de actualidad, y dan una visión romántica de la organización y de su guerra «santa».
La organización no gubernamental Project Clarion señala en su sitio web sobre Dabiq que el fin de la revista es el de reclutar a las personas a la causa yihadista, y que se describe también como una «revista de propaganda brillante... sofisticada, pulida, muy bien producida».
Su edición de noviembre de 2015 celebra los Atentados de París, el atentado del Vuelo 9268 de Kogalymavia y la muerte de dos rehenes (uno noruego y otro chino).
El artículo principal de la 13ª edición se titula El Rafidah: de Abdalá ibn Saba al Dajjal, y contiene, "páginas de retórica violenta dirigidos contra los chiíes", que a su juicio son "más severamente peligrosos y más criminales ... que los americanos". El artículo justifica la matanza de musulmanes chiitas, que reclamo (sunita) ISIS son apóstatas.
La última edición de la revista de Estado Islámico, Dabiq, vuelve a arrojar luz sobre los terroristas que perpetraron los atentados de Bruselas, donde publica sus rostros, parte de su biografía y sus motivaciones para cometer los atentados. En el primero de los dos artículos, el 'Prólogo', indica que "las llamas que prendieron hace años en Irak han incendiado ahora el campo de batalla de Bélgica, pronto se extenderá al resto de la cruzada Europa y Occidente" En un segundo artículo de la revista ataca a los Hermanos Musulmanes, a quien llama apóstatas, e ilustrando el artículo con una imagen del líder de los Hermanos Musulmanes y el Líder Supremo de Irán Ali Jamenei, y finalizando con un artículo que lleva por título 'La Sangre de la Vergüenza', con la imagen del entonces Presidente de los Estados Unidos, Barack Obama, y escrito por el periodista y rehén del EI John Cantlie, en el que contrapone el modelo de Estados Unidos y Reino Unido frente a España y Francia, que sí pagan rescates en caso de rehenes.
La edición número 15 de la revista Dabiq, bajo el título "Rompe la cruz", se centra en amenazar a los cristianos, a los pocos días del homicidio del sacerdote Jacques Hamely el atentado de la iglesia de Saint-Étienne-du-Rouvray. La revista yihadista incorpora fotografías de los dos terroristas autores de este crimen, calificándolos de "soldados". Sintomáticamente, la portada muestra un miembro de Estado Islámico rompiendo una cruz, y la contraportada una cruz rota. En esta publicación se critica y combate al cristianismo, a las ideas seculares y liberales de Occidente, y finaliza con un rechazo a los líderes musulmanes de Occidente y de buena parte del mundo islámico, cuyas acciones tachan de apostasía. En esta edición de la revista, su parte central está dedicada a una recopilación de los ataques terroristas del Estado Islámico: en Filipinas, en Siria, en Bangladesh, en Francia, en Somalia, en Estados Unidos y en Afganistán de meses previos, acompañadas de imágenes de los atentados y de fotografías de los terroristas, a los que califica de mártires.

## Número de ediciones
Hasta el momento ha tenido 15 números, que siguen la secuencia de los meses y los años del calendario islámico:
| N.º | Título en inglés                                             | Título en español                                             | Fecha de publicación (calendario islámico) | Fecha de publicación (calendario gregoriano) |
| --- | ------------------------------------------------------------ | ------------------------------------------------------------- | ------------------------------------------ | -------------------------------------------- |
| 1   | "The Return of Khilafah"                                     | El Regreso del Califato                                       | Ramadán - año 1435                         | 5 de julio de 2014                           |
| 2   | "The Flood"                                                  | La Inundación                                                 | Ramadan - año 1435                         | 27 de julio de 2014                          |
| 3   | "A Call to Hijrah"                                           | Una Llamada a la Hégira                                       | Shawwal- año 1435                          | 10 de septiembre de 2014                     |
| 4   | "The Failed Crusade"                                         | La Cruzada Fallida                                            | Du l-hiyya - año 1435                      | 11 de octubre de 2014                        |
| 5   | "Remaining and Expanding"                                    | Permaneciendo y Expandiéndose                                 | Muharram - año 1436                        | 21 de noviembre de 2014                      |
| 6   | "Al Qa'idah of Waziristan: A Testimony from Within"          | "Al Qaeda de Waziristán: Un Testimonio desde Dentro"          | Rabi' al-Awwal - año 1436                  | 29 de diciembre de 2014                      |
| 7   | "From Hypocricy to Apostasy: The Extinction of the Grayzone" | De la Hipocresía a la Apostasía: La Extinción de la Zona Gris | Rabi' al-Thani - año 1436                  | 12 de febrero de 2015                        |
| 8   | "Shari'ah Alone Will Rule Africa"                            | Sólo la Sharia gobernará África                               | Yumada al-Thania - año 1436                | 30 de marzo de 2015                          |
| 9   | "They Plot and Allah Plots"                                  | Ellos Conspiran y Alá Conspira                                | Shaabán - año 1436                         | 21 de mayo de 2015                           |
| 10  | "The Law of Allah or the Laws of Men"                        | La Ley de Dios o las Leyes de los Hombres                     | Ramadán - año 1436                         | 13 de julio de 2015                          |
| 11  | "From the Battles of Al-Ahzāb to the War of Coalitions"      | Desde las Batallas de Al-Ahzab a la Guerra de las Coaliciones | Du l-qa'da - año 1436                      | 9 de agosto de 2015                          |
| 12  | "Just Terror"                                                | Sólo Terror                                                   | Samar - año 1437                           | 18 de noviembre de 2015                      |
| 13  | "The Rafidah from Ibn Saba to the Dajjal"                    | El Rafidah desde ibn Saba al Dajjal                           | Rabi' al-Thani - año 1437                  | 19 de enero de 2016                          |
| 14  | "The Murtadd Brotherhood"                                    | La Hermandad Apóstata                                         | Rayab - año 1437                           | 13 de abril de 2016                          |
| 15  | "Breaking the cross"                                         | Rompiendo la Cruz                                             | Shawwal - año 1437                         | 31 de julio de 2016.                         |